# Nikolaos Makarezos
Nikolaos Makarezos (en griego: Νικόλαος Μακαρέζος; Gravia, 1919 – 3 de agosto de 2009) fue un oficial militar griego, uno de los integrantes de la Dictadura de los Coroneles entre 1967 y 1974.

## Biografía
Después de acabar su enseñanza inicial en Lamia, ingresó en la Academia militar de Grecia en 1937, graduándose en 1940 con el rango de Segundo Teniente de Artillería. Su primer puesto fue en el Primer Regimiento de Artillería Psada. Participó en la Guerra greco-italiana y en la Batalla de Grecia, sirviendo para las fuerzas armadas del Gobierno griego en el exilio. Después de la guerra, acabó sus estudios en la Escuela de Artillería en Megalo Pefko, donde también sirvió como instructor. También completó sus estudios en la Escuela de Artillería del Ejército de los Estados Unidos en Babenhausen en Alemania Occidental, y estudió también Económicas y Ciencias Políticas. En 1962-1965, fue Agregado militar en la embajada griega en Bonn.

## Junta
Junto con sus compañeros, el coronel Georgios Papadopoulos y el brigadier Stylianos Pattakos, lideraron el grupo de oficiales de rango medio que derrocó al gobierno de Panagiotis Kanellopulos en el golpe de Estado del 21 de abril de 1967 y estableció un régimen militar, que fue llamado "Dictadura de los Coroneles" y que estuvo en el poder durante siete años. Makarezos fue la figura central en la mayoría de los gobiernos dictatoriales que siguieron, como Ministro de Coordinación hasta agosto de 1971 y desde entonces hasta octubre de 1973 como Viceprimer Ministro. Entre los altos mandos de la junta, solo él tenía conocimientos de economía, por lo que se le confió la economía del país. En los primeros años de la dictadura, el país experimentó un crecimiento económico, con mayores tasas de desarrollo, bajo desempleo y baja inflación. Esto se logró a través de grandes inversiones extranjeras, la construcción de proyectos de infraestructura y considerables inversiones en la industria del turismo. De todas maneras, en 1973 el ritmo de desarrollo había comenzado a disminuir, y la corrupción generalizada y los escándalos financieros, así como el estancamiento político, dieron lugar a una caída de la popularidad del régimen. Cuando Papadopoulos intentó democratizar lentamente el régimen en 1973, nombrando al civil Spiros Markezinis como primer ministro, Makarezos fue destituido de su cargo en el gobierno.

## Últimos años
Después del colapso del régimen en julio de 1974, Makarezos fue puesto bajo arresto y enviado a la isla de Kea. Junto con otros líderes de la junta, fue juzgado por traición y rebelión y encontrado como culpable a sentencia de muerte], que posteriormente fue conmutada por cadena perpetua.
Desde 1990, Makarezos fue liberado de la cárcel por razones médicas en sucesivos permisos temporales, pero fue confinado en su casa. Afirmó arrepentirse de muchas de sus acciones, pero continuó alardeando de sus logros económicos durante la junta. 